# Stazione di Sélestat
La stazione di Sélestat (in francese Gare de Sélestat) è la principale stazione ferroviaria di Sélestat, Francia.